# Агридженто (провинция)
Агридже́нто (итал. Provincia di Agrigento, сиц. Pruvincia di Girgenti) — провинция в Италии, в регионе Сицилия.
Провинция Агридженто находится на юго-западе острова Сицилия, её береговая линия омывается Средиземным морем. Также в состав провинции входят Пелагские острова: Лампедуза, Линоза и Лампионе.
Своё название провинция Агридженто и одноимённый город получили в 1927 году; прежде на этом месте стоял древний город Акрагас, оставивший после себя множество храмов и соборов, прославивших эти места. Основными достопримечательностями провинции Агридженто считаются Долина храмов, кафедральный собор, аббатство Св. Духа, церковь Св. Марии, церковь Св. Лаврентия, церковь Св. Доминика.

## Галерея
- Храм Согласия
(Tempio della Concordia (Agrigento))
- Храм Юноны
(Tempio di Giunone (Agrigento))
- Руины храма Геракла
(Tempio di Eracle)
- Греческий театр
- Руины храма Зевса